# Karin Thimm
Karin Pfaehler-Thimm (* 1931 in Berlin; † 1980 in Tegernsee) war eine deutsche Journalistin.

## Werdegang
Thimm studierte in den Vereinigten Staaten Literatur und Soziologie. Ihre Laufbahn als Journalistin begann sie bei der von der US-amerikanischen Militärregierung herausgegebenen Neuen Zeitung in München. Anfang der 1950er Jahre wechselte sie zur Abendzeitung und war dort lange Zeit Redakteurin für das Feuilleton. Neben zahlreichen Kulturkritiken veröffentlichte sie drei Kinderromane.
Bestattet wurde sie auf dem Münchner Nordfriedhof (Grab 117-2-10).

## Werke
- Edith: Die Geschichte einer Schülerliebe. München, 1959
- Heute gehen wir in den Zoo. München, 1960
- Bis bald, Edith: Eine Geschichte aus Salzburg. München, 1968
- Schwarze in Deutschland: Protokolle. München: Piper, 1973  (mit DuRell Echols)